# Buzz marketing
Il buzz marketing, detto anche marketing non convenzionale  è quell'insieme di operazioni di marketing non convenzionale volte ad aumentare il numero e il volume delle conversazioni riguardanti un prodotto o un servizio e, conseguentemente, ad accrescerne la celebrità e la buona reputazione.. Consiste cioè nel dare alle persone motivo di parlare di un prodotto, servizio, un'iniziativa e nel facilitare le conversazioni attorno a tale oggetto.
La parola buzz è, infatti, onomatopeica e richiama il ronzio delle api: in estrema sintesi il buzz marketing rappresenta quindi la possibilità di raggiungere nel minor tempo possibile quello che viene definito "sciame", cioè un gruppo di utenti omogeneo per interessi rispetto a un tema o a una categoria di prodotti/servizi.
Buzz marketing è, dunque, la strategia di coloro che, consapevolmente o inconsapevolmente, parlano di beni, aziende o marche e ne diffondono il loro pensiero al riguardo, talvolta utilizzando il web (tramite, ad esempio, blog, forum e social network) .
Elemento centrale del buzz marketing è l'uso del passaparola.

## Strategie
Fra le tattiche impiegate più frequentemente nel buzz marketing vi sono la creazione di suspense per un evento o il lancio di un prodotto, l'invenzione di una controversia, il rivolgersi a blogger e a personalità influenti nei social media. Gli utenti dei media sociali di ogni comunità virtuale possono essere divisi in tre categorie: opinion leader, utilizzatori, compratori. Gli opinion leader danno risonanza ai vari messaggi fra il pubblico target, spesso grazie alla loro reputazione all'interno della comunità. Dunque una campagna sui social media di successo deve individuare e coinvolgere gli opinion leader più adatti alla marca e infine fornire loro informazioni sul prodotto e stimolarli a trasmetterle alla comunità. Gli utilizzatori sono membri della comunità che assimilano le informazioni e interagiscono con gli altri membri. Lo scopo del marketing strategico è quello di trasformare gli utilizzatori in membri della terza categoria, ossia in reali acquirenti che avviano il processo di fidelizzazione alla marca, necessaria ad un buzz marketing sempre positivo. La sfida del venditore consiste nel capire le dinamiche potenzialmente complesse della comunità virtuale e nell'essere capace di sfruttarle efficacemente.